# Taxillus cuneatus
Taxillus cuneatus är en tvåhjärtbladig växtart som först beskrevs av Albrecht Wilhelm Roth, och fick sitt nu gällande namn av Danser. Taxillus cuneatus ingår i släktet Taxillus och familjen Loranthaceae. Inga underarter finns listade i Catalogue of Life.